# 姚紹之
姚绍之（7世纪—725年），湖州武康县（今浙江德清县）人，唐朝官员。
姚绍之在唐中宗朝，担任鸾台典仪、监察御史，依附武三思，为武三思“五狗”之一。驸马都尉王同皎、张仲之等谋杀武三思，事泄，下狱。姚绍之奉命审理，击折张仲之的手臂，诬以谋反，将其族诛，朝廷侧目。擢升为左台侍御史。曾经奉使江东，过汴州，侮辱录事参军魏传弓。贪赃五百万，魏传弓审讯他，获罪当死，得韦后之妹保释，减死，贬逐岭南，担任琼山县尉。私自逃归京师，被万年县尉捕获，打断他的腿。受刑后，授南陵令员外置。唐玄宗开元十三年（725年）转任括州长史同正，不得与州事，卒。